# Siegrun Siegl
Siegrun Siegl, född den 29 oktober 1954 i Apolda, Östtyskland, är en östtysk friidrottare inom mångkamp.
Hon tog OS-guld i femkamp vid friidrottstävlingarna 1976 i Montréal.  Hon satte 19 maj samma år världsrekord i längdhopp med 6,99 i Dresden. 